# Madagascar : Mission Noël
Pour plus de détails, voir Fiche technique et Distribution.
Les Pingouins de Madagascar : Mission Noël (ou Les Pingouins de Madagascar dans une escapade de Noël au Québec) est un court métrage de Noël d'animation américain (11 minutes), issu de la franchise Madagascar, sorti en 2005.

## Synopsis
C’est bientôt Noël ! Le zoo se prépare aux festivités. Les pingouins décorent leur repaire afin de faire la fête tous les quatre. Mais quand il regarde par leur télescope, Soldat, le plus jeune, voit Ted l’ours polaire s’ennuyer tristement, seul dans son enclos. Il décide d’aller lui acheter un cadeau. Mais Commandant et les autres ne sont pas de cet avis, il sort donc discrètement de leur cachette pour se rendre en ville, seul. Cependant, son plan ne se passe pas tout à fait comme prévu. Alors qu'il avait trouvé le cadeau idéal, le jeune pingouin se fait kidnapper par une grand-mère déchaînée qui le prend pour un jouet. Elle lui met un joli ruban et le glisse dans la chaussette de Noël à destination de son chien. Alors que le chien s'apprête à attraper le jeune pingouin, le Commandant, Kowalski et Rico arrivent à la rescousse. Après avoir triomphé de cette épreuve, les pingouins invitent Ted l'ours polaire à célébrer Noël avec eux. 

## Fiche technique
- Sortie en France : Diffusé sur TF1 le 28 décembre 2008 à 18 h 12[1].
- Il est disponible sur Netflix.

## Distribution

### Voix originales
- Tom McGrath : Commandant
- Chris Miller : Kowalski
- Christopher Knights : Soldat
- John DiMaggio : Rico
- Elisa Gabrielli : la vieille dame
- Bill Fagerbakke : Ted, l'ours polaire

### Voix françaises
- Xavier Fagnon : Commandant
- Gilles Morvan : Kowalski
- Thierry Wermuth : Soldat
- Bruno Magne : Rico